# Carmine Gori-Merosi
Carmine Gori-Merosi (* 14. Februar 1810 in Subiaco, Königreich Italien; † 15. September 1886) war ein italienischer Kommendatarabt und Kardinal.

## Leben
Gori-Merosi wurde am 14. Februar 1810 in Subiaco im damaligen napoleonischen Königreich Italien geboren. Er entstammte einer Adelsfamilie. Sein Vater war Giuseppe Gori, der in mütterlicher Linie mit der Familie Giustiniani verwandt war. Seine Mutter war Maria Benedetta Merosi. Die beiden Familiennamen wurden erblich miteinander verbunden.
Gori-Merosi begann seine Ausbildung an der Klosterschule von Subiaco und ging dann zum Studium an das Athenäum in Rom.
1832 wurde er zum Priester geweiht. Fast zwanzig Jahre lang arbeitete er unauffällig und ohne in irgendwelchen Dokumenten erwähnt zu werden für den Heiligen Stuhl.
Erst 1847 übernahm er Posten in der vatikanischen Verwaltung. 1869 bis 1881 war er Subdatar der Apostolischen Signatur. 
Papst Leo XIII. erhob ihn im Konsistorium vom 10. November 1884 zum Kardinal und wies ihm den Titel von Santa Maria ad Martyres zu. Wenige Tage später wurde er zum Kommendatarabt der Abtei Subiaco ernannt. Bereits 1870 hatte er dort die restaurierte Kirche Santa Maria della Valle geweiht. Er war Sekretär der Konsistorialkongregation. 1886 verstarb der Kardinal, der wegen seiner Bildung und seines tugendhaften Lebens sehr geschätzt wurde, an einer Lungenentzündung. Er wurde zunächst in Rom auf dem Campo Verano beigesetzt. 1887 wurden seine Gebeine jedoch nach Subiaco übertragen.